# 鳀科
鳀科為輻鰭魚綱鯡形目的其中一科，通称鳀鱼、江鱼仔、小公鱼，是海水魚。這一科共17屬146種，分成2个亚科，分佈于大西洋、印度洋和太平洋。鳀鱼为餌料魚，也被作為供油類魚、食用鱼（见鳀鱼食用）。

## 分布
本科魚種廣泛分布於全球各海域，但主要集中在溫暖水域，在極冷和更熱的水域中鮮少出現。但是它們通常可以接受很大幅度的水溫和含鹽量变化。大型的鳀魚常見於泥底的淺海、河口以及港灣。黑海和地中海，特別是在阿爾沃蘭海有大量的鳀魚。克里特、希臘、西西里、意大利、法國、土耳其和西班牙沿海經常性捕捉鳀魚。在北非海岸和歐洲沿岸的大西洋海域也有分佈。10月到來年3月是繁殖季節，但是如果水溫低於12°C （54°F）繁殖就會停止。鳀魚常分佈在海岸100公里（62英里）以內的表層水域。

## 深度
水深0至200公尺。

## 特徵
本科魚從小型到中型魚。體延長而側扁，有些種類側扁如刀。鱗大，或普通，薄而易落。無側線，腹緣銳利或鈍圓，稜鱗多少不等。吻突出，通常超越口裂。口裂大，下位。上頜向後伸，有時超過胸鰭基底。臀鰭特長，有時與分叉之尾鰭下葉相連。背鰭短，在臀鰭上方或前方。一般體長不超過15公分。僅有一些種類超過50公分。

## 分類
鳀科下分2亚科17屬146种，如下：

### 鳀亚科Engraulinae

#### 亞馬遜鯷屬（Amazonsprattus）
- 亞馬遜鯷 Amazonsprattus scintilla Roberts, 1984

#### 多耙鯷屬（Anchovia）
- 似鯡多耙鯷 Anchovia clupeoides
- 大鱗多耙鯷 Anchovia macrolepidota
- 蘇里南多耙鯷 Anchovia surinamensis

#### 小公魚屬（Anchoviella）
- 阿林氏小公魚 Anchoviella alleni
- 巴拿馬小公魚 Anchoviella balboae ：又稱巴氏小公魚。
- 勃氏小公魚 Anchoviella blackburni
- 短吻小公魚 Anchoviella brevirostris
- 卡氏小公魚 Anchoviella carrikeri
- 西大西洋小公魚 Anchoviella cayennensis
- 長體小公魚 Anchoviella elongata
- 圭亞那小公魚 Anchoviella guianensis
- Anchoviella hernanni Loeb, Varella & Menezes, 2018[4]
- 簡氏小公魚 Anchoviella jamesi
- 短口小公魚(]] Anchoviella juruasanga )
- 寬帶小公魚 Anchoviella lepidentostole
- 麥納小公魚 Anchoviella manamensis
- 巴西小公魚 Anchoviella nattereri ：又稱納氏小公魚。
- 佩氏小公魚 Anchoviella perezi
- 大西洋小公魚 Anchoviella perfasciata ：又稱條紋小公魚。
- 伐氏小公魚 Anchoviella vaillanti

#### 鯨鯷屬（Cetengraulis）
- 大西洋鯨鯷 Cetengraulis edentulus ：又稱無齒鯨鯷。
- 太平洋鯨鯷 Cetengraulis mysticetus ：又稱神秘鯨鯷。

#### 半棱鯷屬（Encrasicholina）
- 戴氏半棱鯷 Encrasicholina devisi
- 尖吻半棱鯷 Encrasicholina heteroloba ：又稱異葉公鯷。
- 菲律賓半棱鯷 Encrasicholina oligobranchus ：又稱寡鰓公鯷。
- 布氏半棱鯷 Encrasicholina punctifer ：又稱刺公鯷、銀灰半棱鯷。
- 夏威夷半稜鯷 Encrasicholina purpurea ：又稱紫色半棱鯷。

#### 鯷屬（Engraulis）
- 白鯷 Engraulis albidus
- 阿根廷鯷 Engraulis anchoita
- 澳洲鯷 Engraulis australis
- 南非鯷 Engraulis capensis
- 歐洲鯷 Engraulis encrasicolus
- 銀鯷 Engraulis eurystole
- 日本鯷 Engraulis japonicus
- 美洲鯷 Engraulis mordax
- 秘魯鯷 Engraulis ringens

#### 裘羅鯷屬（Jurengraulis）
- 裘羅鯷 Jurengraulis juruensis (Boulenger, 1898)

#### 狼鯷屬（Lycengraulis）
- 貝氏狼鯷 Lycengraulis batesii
- 大西洋狼鯷 Lycengraulis grossidens ：又稱厚牙狼鯷。
- 馬拉開波狼鯷 Lycengraulis limnichthys ：又稱沼澤狼鯷。
- 太平洋狼鯷 Lycengraulis poeyi ：又稱波氏狼鯷。

#### 翼鯷屬（Pterengraulis）
- 翼鯷 Pterengraulis atherinoides (Linnaeus, 1766)

### 鲚亚科Coiliinae

#### 粗齒鯷屬（Lycothrissa）
- 鱷粗齒鯷 Lycothrissa crocodilus (Bleeker, 1850)

#### 小鰭鯷屬（Papuengraulis）
- 小鰭鯷 Papuengraulis micropinna Munro, 1964

#### 擬黃鯽屬（Pseudosetipinna）
- 海州擬黃鯽 Pseudosetipinna haizhouensis

#### 黃鯽屬（Setipinna）
- 小頭黃鯽 Setipinna breviceps
- 短絲黃鯽 Setipinna brevifilis
- 黑鰭黃鯽 Setipinna melanochir
- 隆背黃鯽 Setipinna paxtoni
- 恆河黃鯽 Setipinna phasa
- 太的黃鯽 Setipinna taty
- 黃鯽 Setipinna tenuifilis
- 緬甸黃鯽 Setipinna wheeleri ：又稱惠勒氏黃鯽。

#### Thrissina屬
Thrissina Jordan & Seale, 1925，为Thryssa Cuvier, 1829的异名
- Thrissina aurora Hata, Lavoué, Chungthanawong & Motomura, 2023[5]
- Thrissina cuvierii [5]
- Thrissina malabarica [5]

## 生態
本科絕大部分屬於大洋性近海魚類，但其幼魚常出現於河口。群游性，具有相當之口裂及發達的鰓耙，藉以濾食浮游生物。一少部份大型魚會捕食無脊椎動物。本科也是大洋性掠食魚類追捕的對象。

## 經濟利用
多为食用魚；新鮮時可清蒸，或是曬成魚乾；甚至也被拿來作披薩料。